# バスケットボール (書籍)
『バスケットボール』は、藤山快隆によって著された日本初期のバスケットボール専門書である。1924年に目黒書店から刊行され、当時の日本において競技としてのバスケットボールが普及しつつあった中、学校教育における導入を視野に入れた初の体系的な指導書の一つとして位置づけられる。
本書は、競技規則やポジションごとの役割、技術・戦術・練習法などを体系的に整理し、さらに教育的効果（集団行動、協同性、統率力の育成など）にも言及している点が特徴である。また、シュート技術に関してはバックボードを使用した際の入射角・反射角の理論にまで踏み込み、科学的な視点からの記述も盛り込まれている。
日本におけるバスケットボールの教育的普及において、本書は体育教育およびスポーツ指導書としての教材的価値を持ち、後の専門書に影響を与えたとされている。

## 背景
バスケットボールは1891年にアメリカ合衆国のジェームズ・ネイスミスによって考案され、20世紀初頭には日本にも紹介された。東京高等師範学校やYMCAを通じて徐々に普及し、1920年代には学校教育への導入が検討されるようになっていた。しかし当時の日本では、競技規則の翻訳書はあったものの、技術・戦術・指導法を体系的にまとめた日本語による解説書はほとんど存在しなかった。
こうした中、東京女子高等師範学校の助教授であり、附属小学校の訓導も兼務していた藤山快隆は、教育現場での実践に基づき、教員や指導者向けにバスケットボールの基本的な理論と技術をまとめた専門書を執筆した。本書の出版は、日本におけるバスケットボールの学校教材化と教育的普及の基盤を築く試みと位置づけられている。

## 構成と内容
『バスケットボール』は、全8章構成で、競技の基本事項から実践的な指導法までを体系的に解説している。各章の主な内容は以下の通りである。
- 第1章：バスケットボールの起源と概要
- 第2章：競技規則
- 第3章：ポジションとプレイヤーの役割
- 第4章：技術（個人技能）
- 第5章：シュート技術（入射角・反射角理論含む）
- 第6章：戦術とフォーメーション
- 第7章：練習法と教員の指導法
- 第8章：試合運営と審判法

本書は図版や戦術図も豊富に盛り込まれており、教育現場での即時的活用が可能な教材として設計されている。

## 教育的意義と特徴
本書は、競技技術書であると同時に、教育現場での指導を前提とした教材であり、体育教育の一環として協同性・規律・判断力の育成を目的としている。藤山は、体操・遊戯教育の理論家としての立場から、人格形成的観点を随所に取り入れており、本書でもそれが体現されている。
また、バックボード利用時の物理的理論（入射角・反射角）を図解とともに説明している点は、当時の日本語指導書としては先進的な内容であり、教育と科学の融合的アプローチとして注目される。

## 評価と影響
『バスケットボール』は、日本語による最初期の体系的バスケットボール指導書の一つとして、評価されている。後続の専門家（荒木直範、三橋義雄、安川伊三 など）に先立ち、技術・戦術・教育的価値を総合的に整理した点において、教材としての先駆的意義を有する。
谷釜尋徳（2016）は、藤山の本書について「競技規則、ポジション、技術、練習法、フォーメーションを網羅し、科学的な裏付けまで含んだ高水準の指導書であった」と評価している。
また、赤坂広志（2007）は「ルール、技術、戦術、教育的効果を一体として提示した構成は画期的」と述べている。